# Metnitz

Le chœur de l'église de la paroisse St. Wolfgang ob Grades à Metniz. Réalisation des statuettes vers 1480 par un maître anonyme, probablement un atelier de Villach, reliefs et composition vers 1520.

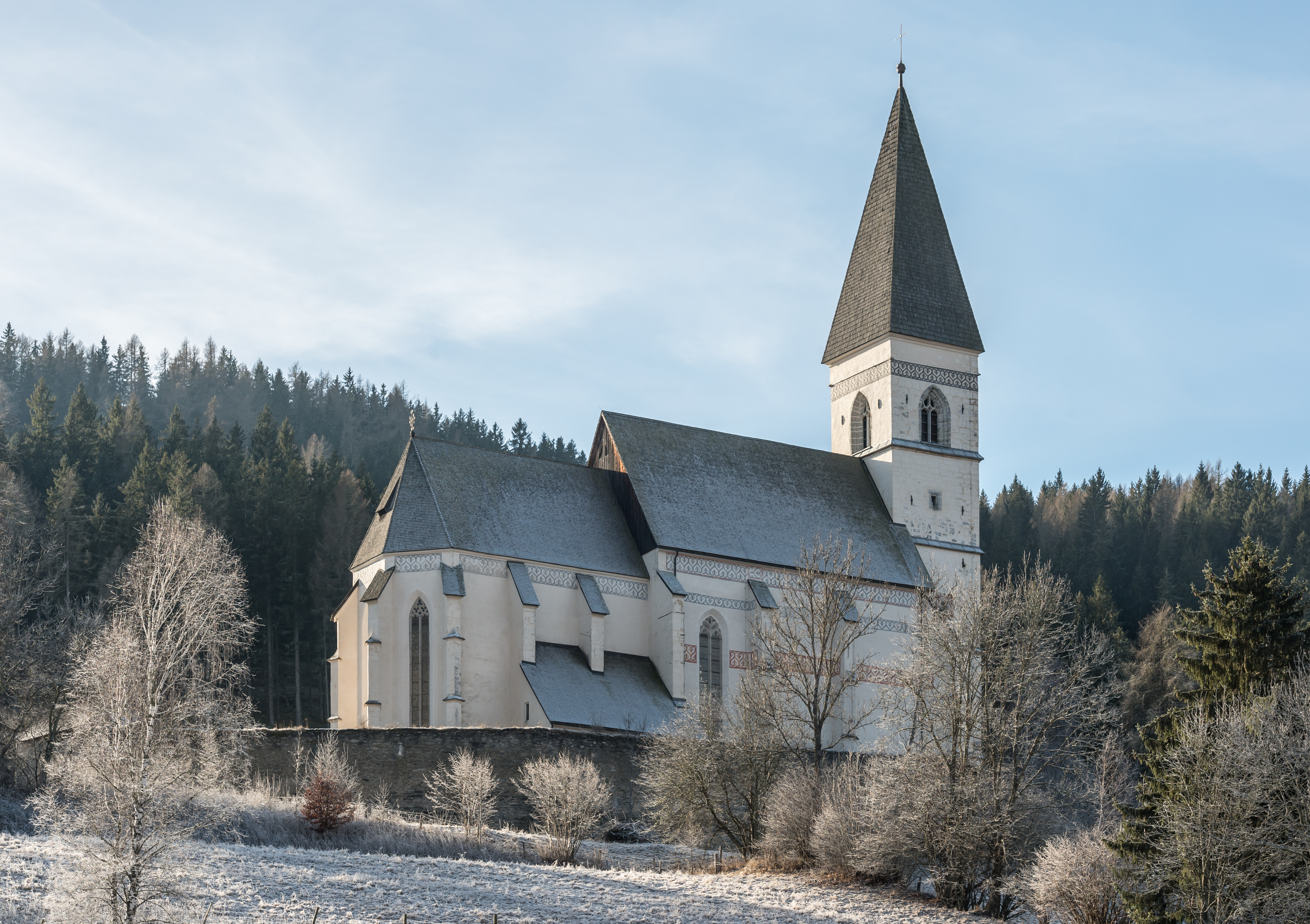
L'église de la paroisse de Saint Wolfgang in Grades, à Metnitz. Décembre 2016.

Metnitz est une commune autrichienne du district de Sankt Veit an der Glan en Carinthie.

## Personnalités liées à la commune
- Maria Stromberger (1898-1957), infirmière résistante autrichienne au sein du camp de concentration d'Auschwitz, y est née.